# Киржачский район
Киржа́чский райо́н — административно-территориальная единица (район) и муниципальное образование (муниципальный район) во Владимирской области России.
Административный центр — город Киржач.
Киржачский район располагается на долинах Клинско-Дмитровской гряды, окружённых с юга и востока широкими лесами.
Известен тем, что 27 марта 1968 года близ города Киржача при проведении учебно-тренировочного полёта погиб первый в мире космонавт, Герой Советского Союза Юрий Алексеевич Гагарин. На месте трагедии располагается мемориал памяти легендарного лётчика-космонавта.

## География
Расположен на западе Владимирской области. Район на севере граничит с Александровским, на юге — с Петушинским, на востоке — с Кольчугинским районами Владимирской области, на западе — с Московской областью. Протяжённость района простираясь с севера на юг 46 км, с запада на восток 44 км. Площадь 1135 км² (13-е место среди районов, 3,9 % территории области), леса занимают 57 % площади района. Население составляет 42235 человек.
Основные реки: Киржач, Шерна, Дубна.

### Климат
Климат района умеренно континентальный. Средняя годовая температура воздуха составляет +3,4°С. Глубина снежного покрова составляет 45-50 см, максимальная глубина промерзания почв 90-115 см, среднегодовое количество осадков: 576 мм.

### Природные ресурсы
Имеются значительные месторождения торфа и песков.
Флора района насчитывает 748 видов сосудистых растений.

## История
- Район образован 10 апреля 1929 года в составе Александровского округа Ивановской Промышленной области из части территории Александровского уезда Владимирской губернии.
- 20 октября 1930 года Боровковский сельсовет Киржачского района был передан в Ногинский район Московской области[4].
- С 11 марта 1936 года был в составе Ивановской области
- На 1 января 1940 года в состав района входил город Киржач и 23 сельских советов: Акуловский, Афанасовский, Барсковский, Бельковский, Елецкий, Ефремовский, Желудьевский, Жердеевский, Зареченский, Ирошниковский, Кашинский, Корытовский, Лачужский, Новоселовский, Овчининский, Савельевский, Савинский, Федоровский, Филипповский, Финеевский, Халинский, Хмелевский, Храпковский.
- В 1942 году посёлок Красный Октябрь получил статус рабочего посёлка.
- С 14 августа 1944 года Киржачский район передан из Ивановской области во Владимирскую область в составе 23 сельсоветов (Акуловский, Афанасовский, Барсковский, Бельковский, Елецкий, Ефремовский, Желудьевский, Жердевский, Зареченский, Ирошниковский, Кашинский, Корытовский, Лачужский, Новоселовский, Овчининский, Савельевский, Савинский, Федоровский, Филипповский, Финеевский, Халинский, Хмелевский, Храпковский)[5].
- В 1945 году в состав вновь образованного Покровского района переданы Желудьевский, Ирошниковский, Овчинниковский, Барсковский, Лачужский сельсоветы.
- В 1954 году объединены сельсоветы: Афанасовский и Савельевский — в Афанасовский сельсовет, Жердеевский и Савинский — в Жердеевский сельсовет, Новоселовский и Акуловский — в Новоселовский сельсовет, Федоровский и Корытовский — в Федоровский сельсовет, Хмелевский и Халинский — в Хмелевский сельсовет, Финеевский и Кашинский — в Финеевский скльсовет, Храпковский и Елецкий — в Храпковский сельсовет. Переименованы сельсоветы: Ефремовский — в Желдыбинский сельсовет, Жердеевский — в Слободской сельсовет.
- В 1959 году упразднен Храпковский сельсовет с передачей его территории Федоровскому, Бельковскому и Филипповскому сельсоветам. Объединены сельсоветы Желдыбенский и Новоселовский в Лукьянцевский сельсовет с центром в деревне Лукьянцево.
- В 1963 году Киржачский район был ликвидирован, 9 сельсоветов (Афанасовский, Бельковский, Зареченский, Лукьянцевский, Слободской, Федоровский, Финеевский, Филипповский, Хмелевский) вошли в состав Струнинского сельского района. 1 февраля 1963 года образован Киржачский промышленный район, в состав которого вошли города Киржач, Струнино и рабочий посёлок Красный Октябрь.
- 12 января 1965 года Киржачский промышленный район был упразднен, вновь образован Киржачский район, в который вошли город Киржач, рабочий посёлок Красный Октябрь и 9 сельсоветов (Афанасовский, Бельковский, Зареченский, Лукьянцевский, Слободской, Федоровский, Финеевский, Филипповский, Хмелевский).
- В 1969 году образован Новоселовский сельсовет с включением в него части населённых пунктов Лукьянцевского и Хмелевского сельсоветов.
- В 1971 году перенесены центр Финеевского сельсовета — в деревню Песьяне, сельсовет переименован в Песьяновский, центр Слободского сельсовета — в деревню Илькино, сельсовет переименован в Илькинский, центр Лукьянцевского сельсовета — в деревню Кипрево, сельсовет переименован в Кипревский. Бельковский сельсовет переименован в Горкинский.
- В 1982 году упразднен Хмелевский сельсовет с включением его территории в состав Новоселовского сельсовета.
- На 1 января 1983 года в состав района входил город Киржач, посёлок городского типа Красный Октябрь и 10 сельских советов: Афанасовский, Горкинский, Зареченский, Илькинский, Кипревский, Новоселовский, Песьяновский, Федоровский, Филипповский, Хмелевский[6].
- В 1984 году образован Першинский сельсовет с включением в его состав части населённых пунктов Федоровского сельсовета[5].
- В 1998 году в результате реформы все сельские советы преобразованы в сельские округа.
- В соответствии с Законом Владимирской области от 29 декабря 2004 года № 246-ОЗ[7] было образовано муниципальное образование город Киржач, наделённое статусом городского округа.
- В соответствии с Законом Владимирской области от 27 апреля 2005 года № 36-ОЗ[8] Киржачский район как муниципальное образование был наделён статусом муниципального района в составе 1 городского и 4 сельских поселений. Посёлок Красный Октябрь вошёл в состав города Киржача как микрорайон.

## Население
| 1939    | 1959    | 1970    | 1979    | 1989    | 2002    | 2009    | 2010    | 2011    |
| ------- | ------- | ------- | ------- | ------- | ------- | ------- | ------- | ------- |
| 49 753  | ↘45 044 | ↗45 493 | ↗47 367 | ↗49 846 | ↘45 188 | ↘40 768 | ↗42 159 | ↘42 029 |
| 2012    | 2013    | 2014    | 2015    | 2016    | 2017    | 2018    | 2019    | 2020    |
| ↘41 104 | ↘40 342 | ↘39 624 | ↘39 130 | ↘38 777 | ↘38 475 | ↘38 080 | ↘37 788 | ↗38 610 |
| 2021    |         |         |         |         |         |         |         |         |
| ↗38 768 |         |         |         |         |         |         |         |         |

Распределение населения по месту проживания:
- городское население — 70.47 %;
- сельское население — 29.53 %.

### Национальный состав
По итогам переписи населения 2020 года проживали следующие национальности (национальности менее 0,1 % и другое, см. в сноске к строке «Другие»):
| Национальность | Численность, чел. | Доля     |
| -------------- | ----------------- | -------- |
| Русские        | 35 884            | 92,56 %  |
| Узбеки         | 255               | 0,66 %   |
| Армяне         | 220               | 0,57 %   |
| Таджики        | 213               | 0,55 %   |
| Украинцы       | 190               | 0,49 %   |
| Татары         | 104               | 0,27 %   |
| Вьетнамцы      | 87                | 0,22 %   |
| Мордва         | 69                | 0,18 %   |
| Азербайджанцы  | 45                | 0,12 %   |
| Белорусы       | 40                | 0,10 %   |
| Другие         | 1661              | 4,28 %   |
| Итого          | 38 768            | 100,00 % |

## Муниципально-территориальное устройство
В Киржачский район как муниципальный район входят 5 муниципальных образований, в том числе 1 городское и 4 сельских поселений:
| №        | Муниципальное образование | Административный центр | Количество населённых пунктов | Население | Площадь, км2 |
| -------- | ------------------------- | ---------------------- | ----------------------------- | --------- | ------------ |
| 1e-06    | Городское поселение:      |                        |                               |           |              |
| 1        | город Киржач              | город Киржач           | 1                             | ↗27 318   | 42,01        |
| 1.000002 | Сельские поселения:       |                        |                               |           |              |
| 2        | Горкинское                | посёлок Горка          | 25                            | ↘2341     | 165,77       |
| 3        | Кипревское                | деревня Кипрево        | 51                            | ↘2312     | 449,61       |
| 4        | Першинское                | посёлок Першино        | 10                            | ↗3811     | 152,14       |
| 5        | Филипповское              | село Филипповское      | 26                            | ↘2986     | 325,85       |

## Населённые пункты
В районе 113 населённых пунктов:
| №   | Населённый пункт   | Тип                             | Население | Муниципальное образование |
| --- | ------------------ | ------------------------------- | --------- | ------------------------- |
| 1   | Акулово            | деревня                         | ↘29       | Кипревское                |
| 2   | Аленино            | деревня                         | ↗603      | Филипповское              |
| 3   | Арефино            | деревня                         | ↘10       | Кипревское                |
| 4   | Артемьево          | деревня                         | ↗3        | Горкинское                |
| 5   | Афанасово          | деревня                         | ↘303      | Кипревское                |
| 6   | Бабурино           | деревня                         | ↗47       | Кипревское                |
| 7   | Бардово            | деревня                         | →3        | Горкинское                |
| 8   | Барсово            | посёлок                         | ↘725      | Першинское                |
| 9   | Бельково           | деревня                         | ↘34       | Горкинское                |
| 10  | Бельково           | посёлок железнодорожной станции | ↘43       | Горкинское                |
| 11  | Бельцы             | деревня                         | ↗21       | Кипревское                |
| 12  | Бережки            | деревня                         | ↗29       | Филипповское              |
| 13  | Бухлово            | деревня                         | ↗13       | Кипревское                |
| 14  | Буяни              | хутор                           | →0        | Филипповское              |
| 15  | Бынино             | деревня                         | ↗55       | Филипповское              |
| 16  | Василёво           | деревня                         | ↗53       | Горкинское                |
| 17  | Вишняки            | деревня                         | →0        | Кипревское                |
| 18  | Власьево           | деревня                         | →3        | Кипревское                |
| 19  | Головино           | деревня                         | ↗44       | Филипповское              |
| 20  | Горка              | посёлок                         | ↘930      | Горкинское                |
| 21  | Грибаново          | деревня                         | ↗66       | Першинское                |
| 22  | Дворищи            | деревня                         | ↗75       | Филипповское              |
| 23  | Дубки              | деревня                         | ↘52       | Филипповское              |
| 24  | Дубровка           | деревня                         | ↗38       | Горкинское                |
| 25  | Ельцы              | деревня                         | ↘483      | Горкинское                |
| 26  | Ефаново            | деревня                         | ↗40       | Кипревское                |
| 27  | Ефремово           | деревня                         | ↘347      | Кипревское                |
| 28  | Желдыбино          | деревня                         | ↘102      | Кипревское                |
| 29  | Желдыбино          | посёлок                         | ↘32       | Кипревское                |
| 30  | Жердево            | деревня                         | ↘4        | Кипревское                |
| 31  | Жердеево           | деревня                         | ↘38       | Кипревское                |
| 32  | Заречье            | село                            | ↗334      | Филипповское              |
| 33  | Захарово           | деревня                         | ↗36       | Филипповское              |
| 34  | Знаменское         | деревня                         | ↘3        | Кипревское                |
| 35  | Ивашево            | деревня                         | ↗19       | Горкинское                |
| 36  | Игнатово           | деревня                         | →4        | Кипревское                |
| 37  | Илейкино           | деревня                         | ↘30       | Першинское                |
| 38  | Ильинское          | деревня                         | ↘8        | Першинское                |
| 39  | Илькино            | деревня                         | ↘267      | Горкинское                |
| 40  | Карпово            | деревня                         | ↗27       | Горкинское                |
| 41  | Карповщина         | деревня                         | ↗5        | Филипповское              |
| 42  | Кашино             | деревня                         | ↘230      | Филипповское              |
| 43  | Кипрево            | деревня                         | ↘484      | Кипревское                |
| 44  | Киржач             | город                           | ↗27 318   | город Киржач              |
| 45  | Климково           | деревня                         | ↗12       | Кипревское                |
| 46  | Климово            | деревня                         | ↘28       | Горкинское                |
| 47  | Коленово           | деревня                         | →0        | Кипревское                |
| 48  | Корытово           | деревня                         | ↗95       | Кипревское                |
| 49  | Кошелево           | деревня                         | →1        | Кипревское                |
| 50  | Красилово          | деревня                         | ↗6        | Горкинское                |
| 51  | Красный Горняк     | посёлок                         | ↘0        | Горкинское                |
| 52  | Красный Огорок     | деревня                         | ↘4        | Филипповское              |
| 53  | Красный Угол       | деревня                         | →8        | Филипповское              |
| 54  | Красный Угол       | посёлок                         | →0        | Филипповское              |
| 55  | Крутец             | деревня                         | ↘4        | Филипповское              |
| 56  | Кудрино            | деревня                         | ↘7        | Кипревское                |
| 57  | Курбатово          | деревня                         | ↗27       | Горкинское                |
| 58  | Левахи             | деревня                         | ↗3        | Кипревское                |
| 59  | Лисицыно           | деревня                         | ↗64       | Горкинское                |
| 60  | Лисицыно           | посёлок                         | ↗8        | Филипповское              |
| 61  | Ляпино             | участок                         | →3        | Филипповское              |
| 62  | Маринкино          | деревня                         | →1        | Кипревское                |
| 63  | Мелёжа             | деревня                         | ↘62       | Филипповское              |
| 64  | Мележи             | участок                         | ↘198      | Филипповское              |
| 65  | Митенино           | деревня                         | →0        | Кипревское                |
| 66  | Митино             | деревня                         | ↗4        | Кипревское                |
| 67  | Михали             | деревня                         | ↗2        | Горкинское                |
| 68  | Мызжелово          | деревня                         | ↘4        | Кипревское                |
| 69  | Наумово            | деревня                         | ↘4        | Горкинское                |
| 70  | Недюрево           | деревня                         | ↘5        | Кипревское                |
| 71  | Никиткино          | деревня                         | ↘1        | Кипревское                |
| 72  | Никифорово         | деревня                         | →27       | Першинское                |
| 73  | Новинки            | деревня                         | →0        | Кипревское                |
| 74  | Новосёлово         | деревня                         | ↘557      | Кипревское                |
| 75  | Офушино            | деревня                         | ↘0        | Кипревское                |
| 76  | Перегудово         | деревня                         | ↗25       | Горкинское                |
| 77  | Першино            | посёлок                         | ↗1622     | Першинское                |
| 78  | Песьяне            | деревня                         | ↘254      | Филипповское              |
| 79  | Петряево           | деревня                         | →0        | Кипревское                |
| 80  | Петухово           | деревня                         | ↘1        | Кипревское                |
| 81  | Полутино           | деревня                         | ↘17       | Кипревское                |
| 82  | Ратьково           | деревня                         | →139      | Филипповское              |
| 83  | Рожково            | деревня                         | ↘7        | Филипповское              |
| 84  | Рязанки            | деревня                         | ↗89       | Горкинское                |
| 85  | Рясницыно          | деревня                         | ↗1        | Кипревское                |
| 86  | Савельево          | деревня                         | ↘40       | Кипревское                |
| 87  | Савино             | деревня                         | ↘103      | Горкинское                |
| 88  | Семёновское        | село                            | ↗22       | Горкинское                |
| 89  | Сергиевка          | деревня                         | ↘28       | Филипповское              |
| 90  | Скоморохово        | деревня                         | →4        | Кипревское                |
| 91  | Слободка           | деревня                         | ↘4        | Горкинское                |
| 92  | Смольнево          | деревня                         | ↘8        | Кипревское                |
| 93  | Соповские Землянки | деревня                         | ↗29       | Филипповское              |
| 94  | Старково           | деревня                         | ↗5        | Горкинское                |
| 95  | Старово            | деревня                         | ↘16       | Першинское                |
| 96  | Тельвяково         | деревня                         | ↘16       | Кипревское                |
| 97  | Тимино             | деревня                         | →0        | Кипревское                |
| 98  | Трохино            | деревня                         | ↗5        | Кипревское                |
| 99  | Трусково           | деревня                         | ↗3        | Кипревское                |
| 100 | Трутнево           | деревня                         | ↘2        | Кипревское                |
| 101 | Фёдоровское        | деревня                         | ↗984      | Першинское                |
| 102 | Фетиново           | деревня                         | →0        | Кипревское                |
| 103 | Филипповское       | село                            | ↗778      | Филипповское              |
| 104 | Финеево            | деревня                         | ↗62       | Першинское                |
| 105 | Фуникова Гора      | деревня                         | ↘1        | Кипревское                |
| 106 | Халино             | деревня                         | ↗12       | Кипревское                |
| 107 | Харламово          | деревня                         | ↘0        | Кипревское                |
| 108 | Хвостово           | деревня                         | ↗2        | Кипревское                |
| 109 | Хмелево            | деревня                         | ↘27       | Кипревское                |
| 110 | Храпки             | деревня                         | ↗271      | Першинское                |
| 111 | Шувалово           | посёлок                         | →1        | Филипповское              |
| 112 | Юрцово             | деревня                         | ↗62       | Горкинское                |
| 113 | Ясная Поляна       | деревня                         | →3        | Кипревское                |

## Транспорт
Через район проходят:
- двухпутная железная дорога Александров — Орехово-Зуево, входит в Большое железнодорожное кольцо вокруг Москвы, участок железной дороги Бельково — Иваново на отрезке Бельково — Желдыбино;
- региональные автомагистрали, связывающие Киржач с Москвой, Александровом, Покровом и Кольчугиным, значимой для района дорогой является федеральная автодорога А-108 «Московское большое кольцо».

Автобусное сообщение между районным центром и большинством сельских населённых пунктов отсутствует.
Действует спортивный аэродром в Киржаче.

## Достопримечательности

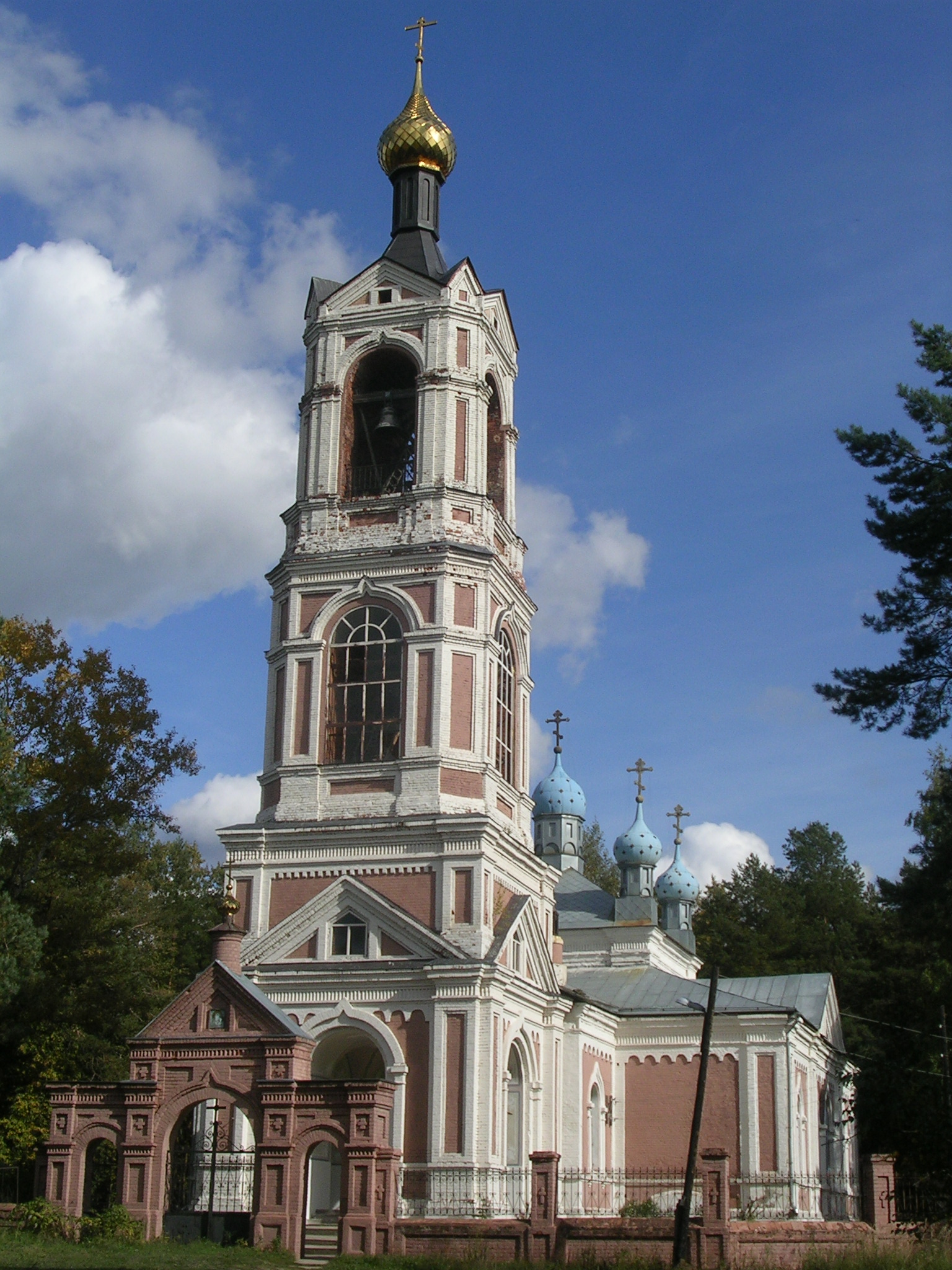
Храм Казанской иконы Божией Матери в Заречье

- Церковь Иконы Божией Матери Владимирской в Першине.
- Борисоглебский погост с церковью Вознесения Господня (1810—1828) в Фёдоровском.
- Комплекс археологических памятников поблизости от села Заречья: три неолитических поселения (III—II тыс. до н. э.), две стоянки бронзового века (II тыс. до н. э.) и древнерусское селище (XII—XIII)[31].
- Храм Казанской иконы Божией Матери постройки 1881—1889 годов в Заречье.
- Ансамбль усадьбы Вяземских «Бережки», включающий дом Вяземских (XIX век) и парк (XIX век) в Бережках.
- Церковь Николая Чудотворца 1821 года постройки в Филипповском.